# Большая Терновка
Больша́я Терно́вка, Терновка (укр. Велика Тернівка) — правый приток реки Самары на территории Приднепровской низменности.
В бассейне реки расположено Уплатновское водохранилище.

## Гидрология
Длина реки — 80 км, площадь её водосборного бассейна — 942 км², ширина речного русла — 10 м. Летом река частично пересыхает.

## Притоки
Водяная, Вишнёвая, Журавка.

## Населённые пункты
На реке находится город Терновка, сёла: Уплатное, Новая Дача и Богдановка.